# Innenministerium (Israel)
Das israelische Ministerium für innere Angelegenheiten (משרד הפנים, Misrad HaPnim) besteht seit 1948.

## Aufgaben
Es ist zuständig für die Kommunalverwaltung in Israel (Stadtverwaltungen, Gemeindeverwaltungen und Regionalverwaltung), Staatsbürgerschaft, Niederlassungserlaubnis, Personalausweis (hebr. Te’udat Zehut) und Visa. Nicht zuständig ist es für die öffentliche Sicherheit, dafür gibt es ein eigenes Ministerium.

## Liste der Minister
| Minister              | Partei                                          | Regierung                        | Amtsdauer                              |
| --------------------- | ----------------------------------------------- | -------------------------------- | -------------------------------------- |
| Jitzchak Gruenbaum    | parteilos                                       |                                  | 14. Mai 1948 – 10. März 1949           |
| Chaim-Mosche Schapira | Vereinigte religiöse Front , HaPo’el haMisrachi | 1., 2., 3.                       | 10. März 1949 – 24. Dezember 1952      |
| Jisra’el Rokach       | Allgemeine Zionisten                            | 4., 5.                           | 24. Dez. 1952 – 29. Juni 1955          |
| Chaim-Mosche Schapira | HaPo’el haMisrachi                              | 6.                               | 29. Juni 1955 – 3. Nov. 1955           |
| Jisra’el Bar Jehuda   | Achdut haAwoda                                  | 7., 8.                           | 3. Nov. 1955 – 17. Dez. 1959           |
| Chaim-Mosche Schapira | Nationalreligiöse Partei                        | 9., 10., 11., 12., 13., 14., 15. | 17. Dezember 1959 – 16. Juli 1970      |
| Golda Meir            | HaMa’arach                                      | 15.                              | 16. Juli 1970 – 1. Sep. 1970           |
| Josef Burg            | Nationalreligiöse Partei                        | 15., 16.                         | 1. Sep. 1970 – 3. Juni 1974            |
| Schlomo Hillel        | HaMa’arach                                      | 17.                              | 3. Juni 1974 – 29. Oktober 1974        |
| Josef Burg            | Nationalreligiöse Partei                        | 17.                              | 29. Okt. 1974 – 22. Dezember 1976      |
| Schlomo Hillel        | HaMa’arach                                      | 17.                              | 16. Jan. 1977 – 20. Juni 1977          |
| Josef Burg            | Nationalreligiöse Partei                        | 18., 19., 20.                    | 20. Juni 1977 – 13. Sep. 1984          |
| Schimon Peres         | HaMa’arach                                      | 21.                              | 13. September 1984 – 24. Dezember 1984 |
| Jitzchak Chaim Peretz | Schas                                           | 21., 22.                         | 24. Dezember 1984 – 6. Januar 1987     |
| Jitzchak Schamir      | Likud                                           | 23.                              | 6. Januar 1987 – 22. Dezember 1988     |
| Arje Deri             | Schas                                           | 23., 24., 25.                    | 22. Dezember 1988 – 11. Mai 1993       |
| Jitzchak Rabin        | Awoda                                           | 25.                              | 11. Mai 1993 – 7. Juni 1993            |
| Arje Deri             | Schas                                           | 25.                              | 7. Juni 1993 – 14. Sep. 1993           |
| Jitzchak Rabin        | Awoda                                           | 25.                              | 14. September 1993 – 27. Februar 1995  |
| Uzi Bar’am            | Awoda                                           | 25.                              | 27. Februar 1995 – 7. Juni 1995        |
| David Libai           | Awoda                                           | 25.                              | 19. Juni 1995 – 18. Juli 1995          |
| Ehud Barak            | Awoda                                           | 25.                              | 18. Juli 1995 – 22. November 1995      |
| Chaim Ramon           | Awoda                                           | 26.                              | 22. November 1995 – 18. Juni 1996      |
| Elijahu Suissa        | kein Knessetabgeordneter                        | 27.                              | 18. Juni 1996 – 6. Juli 1999           |
| Natan Scharanski      | Jisra’el ba-Alija                               | 28.                              | 6. Juli 1999 – 11. Juli 2000           |
| Chaim Ramon           | Jisrael Achat                                   | 28.                              | 11. Juli 2000 – 7. März 2001           |
| Eli Jischai           | Schas                                           | 29.                              | 7. März 2001 – 23. Mai 2002            |
| Ariel Scharon         | Likud                                           | 29.                              | 23. Mai 2002 – 3. Juni 2002            |
| Eli Jischai           | Schas                                           | 29.                              | 3. Juni 2002 – 28. Feb. 2003           |
| Avraham Poraz         | Schinui                                         | 30.                              | 28. Februar 2003 – 4. Dezember 2004    |
| Ophir Pines-Paz       | Awoda                                           | 30.                              | 10. Januar 2005 – 23. November 2005    |
| Ariel Scharon         | Kadima                                          | 30.                              | 23. November 2005 – 4. Mai 2006        |
| Roni Bar-On           | Kadima                                          | 31.                              | 4. Mai 2006 – 4. Juli 2007             |
| Meir Schitrit         | Kadima                                          | 31.                              | 4. Juli 2007 – 31. März 2009           |
| Eli Jischai           | Schas                                           | 32.                              | 31. März 2009 – 18. März 2013          |
| Gideon Sa’ar          | Likud                                           | 33.                              | 18. März 2013 – 5. November 2014       |
| Gilad Erdan           | Likud                                           | 33.                              | 5. November 2014 – 14. Mai 2015        |
| Silvan Schalom        | Likud                                           | 34.                              | 14. Mai 2015 – 27. Dezember 2015       |
| Benjamin Netanjahu    | Likud                                           | 34.                              | 27. Dezember 2015 – 11. Januar 2016    |
| Arje Deri             | Schas                                           | 34., 35.                         | 11. Januar 2016 – 13. Juni 2021        |
| Ajelet Schaked        | HaJamin HeChadasch                              | 36.                              | 13. Juni 2021 – 29. Dezember 2022      |
| Arje Deri             | Schas                                           | 37.                              | 29. Dezember 2022 – 22. Januar 2023    |

### Stellvertretende Minister
| Minister                   | Partei                   | Kabinett                    | Amtsdauer                        |
| -------------------------- | ------------------------ | --------------------------- | -------------------------------- |
| Schlomo-Jisra'el Rosenberg | Nationalreligiöse Partei | 9., 10., 11., 12., 13., 14. | 28. Dez. 1959 – 15. Dez. 1969    |
| Josef Goldschmidt          | Nationalreligiöse Partei | 15.                         | 22. Dez. 1969 – 16. Juli 1970    |
| Josef Goldschmidt          | Nationalreligiöse Partei | 15.                         | 19. Juli 1970 – 1. Sep. 1970     |
|                            |                          |                             |                                  |
| Rafael Pinchasi            | Schas                    | 23.                         | 15. Jan. 1990 – 11. Juni 1990    |
|                            |                          |                             |                                  |
| Salach Tarif               | Awoda                    | 25.                         | 27. Nov. 1995 – 18. Juni 1996    |
|                            |                          |                             |                                  |
| David Azulai               | Schas                    | 29.                         | 2. Mai 2001 – 23. Mai 2002       |
| David Azulai               | Schas                    | 29.                         | 3. Juni 2002 – 28. Februar 2003  |
| Viktor Brailovsky          | Schinui                  | 30.                         | 5. März 2003 – 29. November 2004 |
| Ruchama Avraham            | Kadima                   | 30.                         | 30. März 2005 – 4. Mai 2006      |
|                            |                          |                             |                                  |
| Faina Kirschenbaum         | Jisra’el Beitenu.        | 33.                         | 18. März 2013 – 31. März 2015    |
| Jaron Mazuz                | Likud                    | 34.                         | 14. Juni 2015 – 11. Januar 2016  |
| Meschulam Nahari           | Schas                    | 34., 35.                    | 28. Januar 2016 – amtierend      |